# Philipp Wilhelm (Brandenburg-Schwedt)

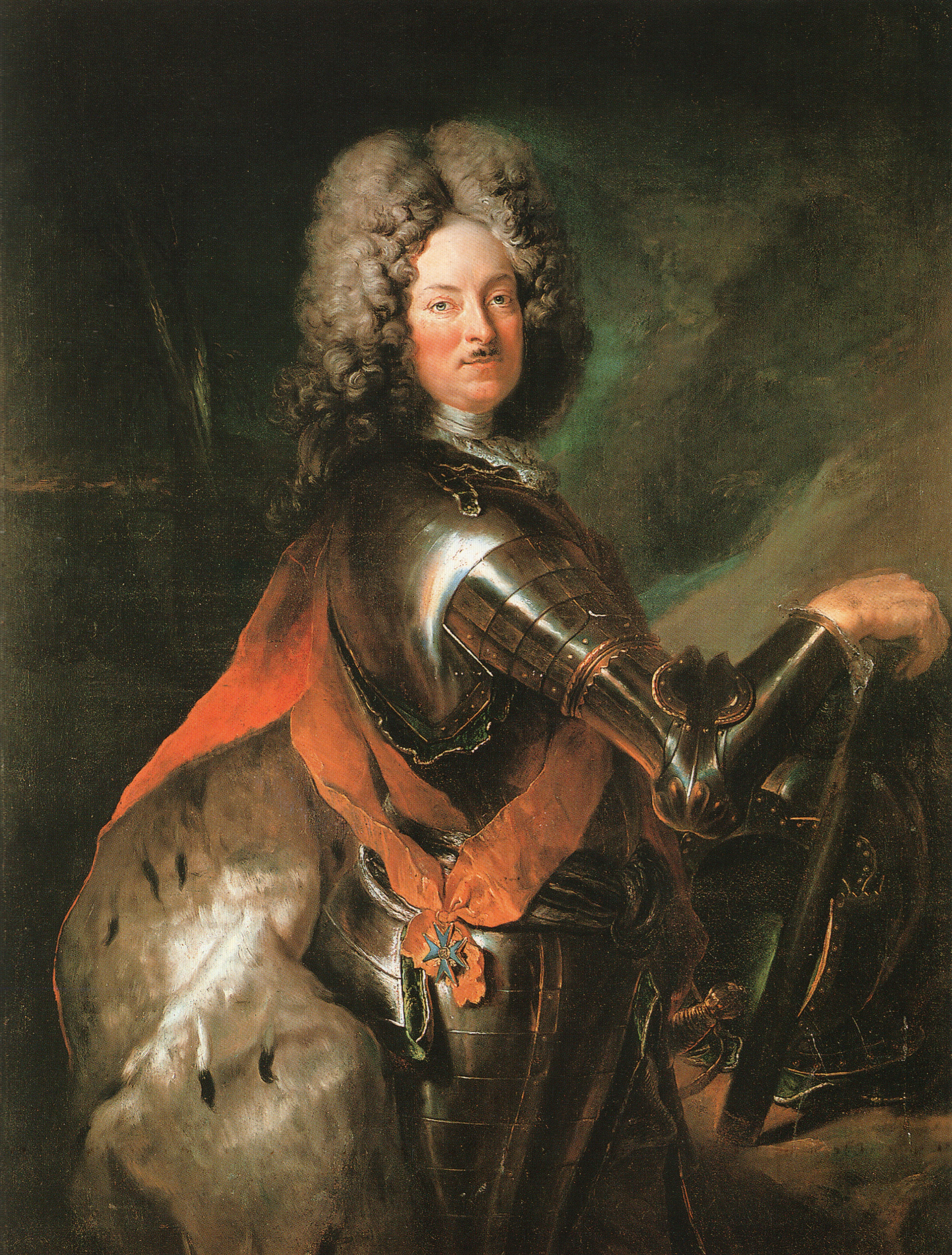
Antoine Pesne, Markgraf Philipp Wilhelm von Brandenburg-Schwedt, 1669, Ölgemälde, Schloss Charlottenburg

Philipp Wilhelm von Brandenburg-Schwedt (* 19. Mai 1669 im Königsberger Schloss; † 19. Dezember 1711 im Schloss Schwedt) war ein preußischer Prinz, der erste Markgraf von Brandenburg-Schwedt und Statthalter von Magdeburg von 1692 bis 1711.

## Leben
Philipp Wilhelm war der älteste Sohn des Großen Kurfürsten Friedrich Wilhelm aus dessen zweiter Ehe mit der Prinzessin Dorothea. Ihr Bestreben war, die finanzielle Sicherheit ihrer Söhne sicherzustellen. Kurz nach der Geburt Philipp Wilhelms erwarb seine Mutter die Herrschaft Schwedt, später kam die Herrschaft Wildenbruch hinzu. Beide ließ sie sofort ausbauen. Nach dem Tod seiner Mutter erbte Prinz Philipp Wilhelm ihre Herrschaft Schwedt-Wildenbruch. Im Rezeß vom 3. März 1692 einigte er sich mit seinem Halbbruder Kurfürst Friedrich III. über seine sonstige Versorgung, da er auf die für ihn vom Großen Kurfürsten testamentarisch vorgesehene „abgeteilte Herrschaft“ ohne Landeshoheit in Halberstadt verzichtete. Er erhielt für sich und seine Nachkommen eine garantierte Apanage von 24.000 Reichstalern. Hinzu kamen Einnahmen in Höhe von 22.000 Reichstalern aus der Herrschaft Schwedt-Wildenbruch und militärische Gehälter von etwa 20.000 Reichstalern, so dass Gesamteinnahmen von 66.000 Talern ihm eine selbständige, aufwendige Hofhaltung ermöglichten.

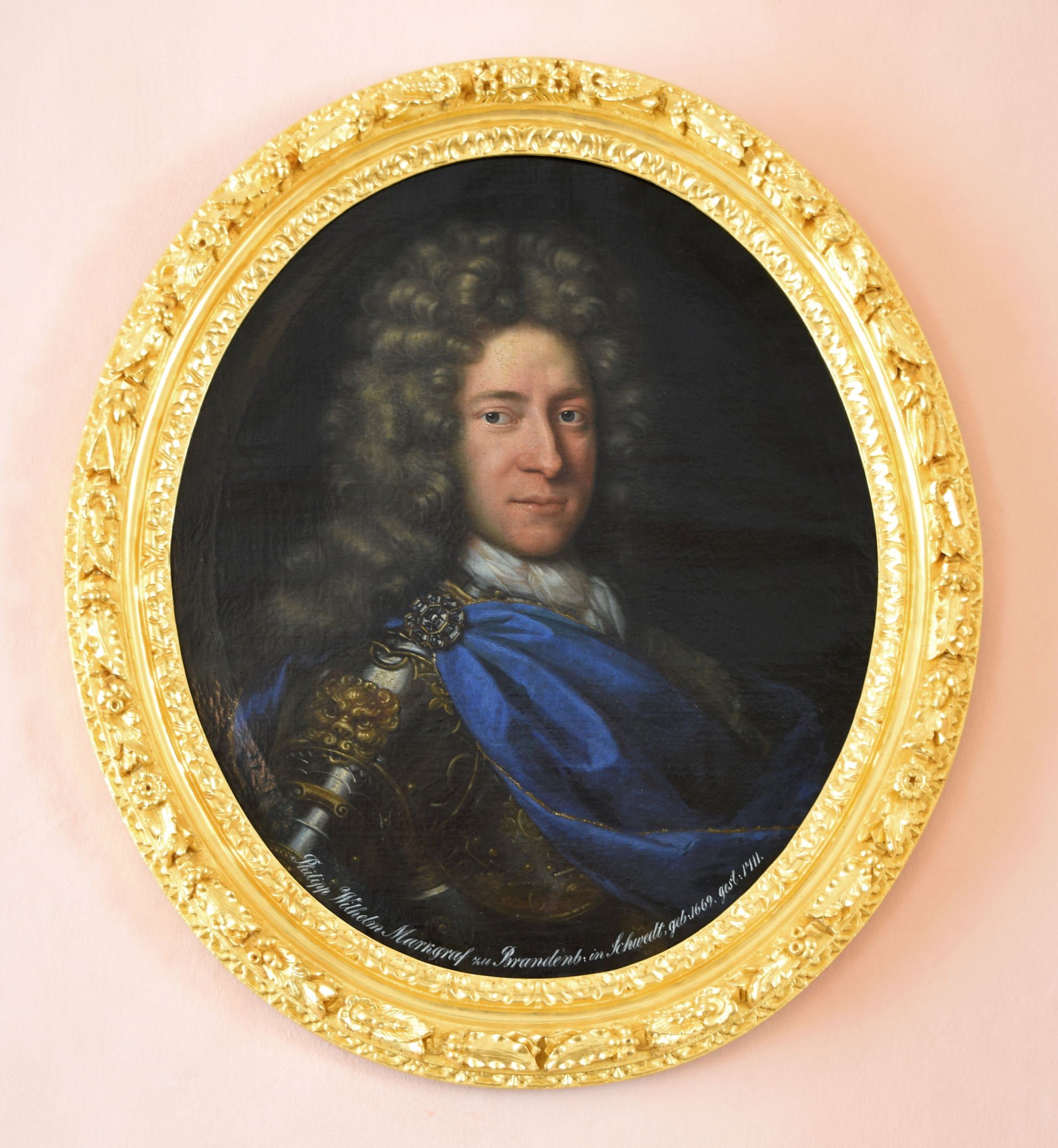
Gedeon Romandon, Philipp Wilhelm, 1695, Ölgemälde, Schloss Caputh

Er führte wie alle nachgeborenen Mitglieder des Hauses den Titel „Markgraf von Brandenburg, Prinz von Preußen“. Nach der Königskrönung seines älteren Bruders Friedrich wandelte er sich in „Prinz in Preußen, Markgraf zu Brandenburg“ mit dem Prädikat „Königliche Hoheit“. Die Nomenklatur „Brandenburg-Schwedt“ kam erst im 19. Jahrhundert posthum und zur Unterscheidung von der Hauptlinie auf. Philipp Wilhelm ist der Stammvater der Nebenlinie des königlichen Hauses Hohenzollern. Am 25. Januar 1699 vermählte sich Markgraf Philipp Wilhelm mit Prinzessin Johanna Charlotte von Anhalt-Dessau (1682–1750), einer Tochter von Johann Georg II. und Henriette Katharina. Als Witwe wurde sie Fürstäbtissin des Freiweltlichen Reichsstifts Herford.
Philipp Wilhelm nahm als Feldherr unter anderem an den Feldzügen gegen Frankreich teil und wurde 1697 zum Generalfeldzeugmeister an die Spitze der Artillerie gestellt. Sein Halbbruder Kurfürst Friedrich III. (der spätere preußische König Friedrich I.),  gab ihm darüber hinaus mehrere Regimenter. Während seiner Zeit als Statthalter Magdeburgs  wurde er von der Universität Halle (Saale) zum „Rector magnificentissimus“ erhoben.
Als Berliner Stadtwohnung diente dem Markgrafen das Weilersche Palais, das spätere Palais Kaiser Wilhelms I.
Bestattet wurde er im Berliner Dom, wo der Großteil der Würdenträger aus dem Haus Hohenzollern bestattet ist.
Da Philipp Wilhelms ältester Sohn bei seinem Tod noch minderjährig war, übernahm der preußische König (Friedrich I. bzw. Friedrich Wilhelm I.) die Vormundschaft. Mit dem Tod seiner Enkelin Anna Elisabeth Luise starb die Nebenlinie Brandenburg-Schwedt 1820 aus.

## Nachkommen
Er heiratete am 25. Januar 1699  Prinzessin Johanna Charlotte von Anhalt-Dessau (1682–1750), eine Tochter von Johann Georg II. und Henriette Katharina. Die Witwe wurde Fürstäbtissin des Freiweltlichen Reichsstifts Herford. Das Paar hatte folgende Kinder:
- Friedrich Wilhelm (1700–1771), Markgraf von Brandenburg-Schwedt

⚭ 1734 Prinzessin Sophie von Preußen (1719–1765)
- Friederike Dorothea Henriette (1700–1701)
- Henriette Marie (1702–1782)

⚭ 1716 Erbprinz Friedrich Ludwig von Württemberg (1698–1731)
- Georg Wilhelm (*/† 1704)
- Friedrich Heinrich (1709–1788), Markgraf von Brandenburg-Schwedt

⚭ 1739 Prinzessin Leopoldine von Anhalt-Dessau (1716–1782)
- Charlotte (1710–1712)

Aus einer außerehelichen Beziehung:
- Philippine ⚭ Friedrich Gabriel von Kühlen († 1768), Sohn des Generalmajors Johann Gabriel Michael von Kühlen